# Битка код Панорма
Битка код Панорма одиграла се крај Панорма између Картагине и Римске републике у Првом пунском рату. Римљане је предводио Луције Цецилије Метел, а Картагињане Хаздрубал. Римљани су победили у бици и тиме задржали Панорм.

## Увод
При крају 252. п. н. е. или на почетку 251. п. н. е. Картагина је угушила либијску побуну у Африци. После тога шаље армију у Сицилију под командом Хаздрубала, сина Хана Великог. Хаздрубал је био присутан у бици код Туниса заједно са Хантипом, генералом грчке плаћеничке војске. Од Хантипа је он много научио. Хаздрубал је харао подручјем западне Сицилије две године, а да Римљани нису интервенирали. Хаздрубал одлучује да нападне римску армију под командом конзула Луција Цецилија Метела. Римска армија је дошла по жетву око Панорма. Хаздрубал креће са својим људима и слоновима кроз Орет долину према Панорму. Тренутак је изгледао добро одабран, јер је друга конзуларна армија била на путу за Рим.

## Битка
Римљани су се повукли иза зидина Панорма, али конзул Метел нарећује својим лаким трупама, да ископају ровове око града и да нападају слонове и Картагињане. Командант картагињанских слонова је мислио да је отпор слаб, па је кренуо са слоновима у јуриш на лаке трупе. Слонови су се тако нашли на удару и са градских зидина и од укопаних лаких трупа. Слонови паниче и беже преко картагињанских војника.
У том тренутку Метел се са легијама налазио ван градских зидина, суочавајући се са картагињанском левом страном. Кад су се слонови разбежали, Метел наређује легијама да нападну лево крило. Тај маневар пробија картагињанску линију и изазива бег. Римљани нису гањали картагињанску армију, која је бежала, него су заробили преостале слонове.

## Последице
По њиховим обичајима, Хаздрубал је повучен у Картагину и убијен. Његов је наследник Адхубал. Тај пораз означава крај значајних картагињанских кампања на Сицилији. Касније је само Хамилкар Барка водио герилски рат.